# Рівнина Лоухі

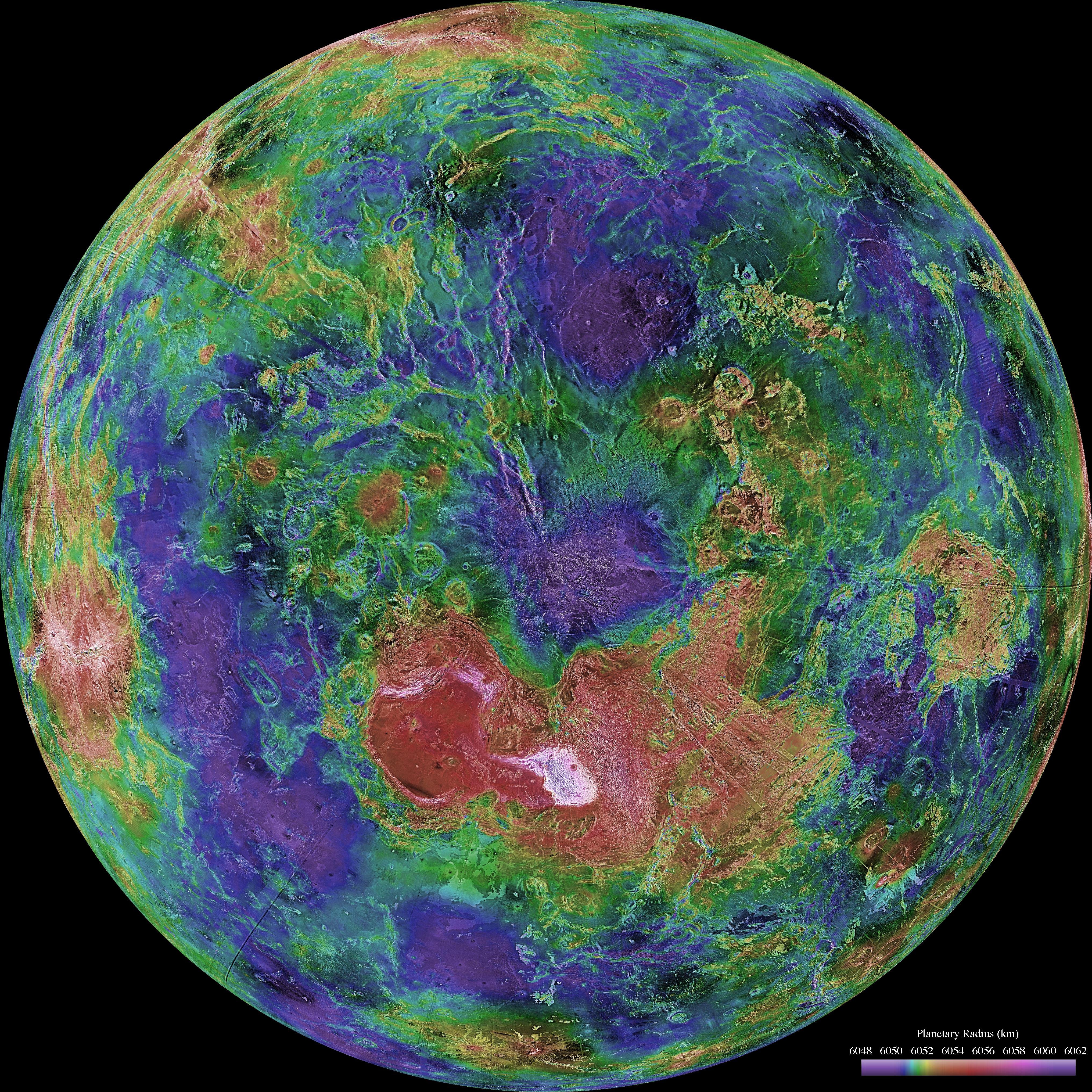
Венера: карта висот (червоне — височини, синє — низовини). Складено за радіолокаційними даними «Магеллана» (прогалини заповнено даними інших апаратів). Північний полюс у центрі; низовини, що його оточують, — рівнина Лоухі (права верхня частина) та рівнина Снігуроньки (все інше)

Рівнина Лоухі (лат. Louhi Planitia) — велика рівнина в північній полярній області Венери. Простягається на 2400 км і разом з рівниною Снігуроньки утворює простору низовину, що оточує полюс і доходить до 75° пн.ш. Отримала ім'я Лоухі — північної чаклунки з карело-фінського епосу «Калевала» — згідно з правилом називати низовини Венери на честь героїнь міфів та казок. Ця назва була затверджена Міжнародним астрономічним союзом 1985 року.

## Історія дослідження
Спостерігати поверхню Венери у видимому світлі не дає її атмосфера, а радіолокація її полярних областей із Землі неможлива через те, що вони знаходяться на краю видимого диска планети. Не охопив ці області й перший апарат, який виконував радіолокацію Венери з орбіти навколо неї, — «Піонер-Венера-1».
Всі наявні на 2015 рік дані про рівнину Лоухі (як і про всю північну полярну область Венери) отримані трьома АМС. Це «Венера-15» та «Венера-16», що працювали в 1983–1984 роках, і «Магеллан», що працював в 1990–1994. Ці апарати картували відбивну здатність поверхні для радіохвиль довжиною 8 см («Венери») і 12,6 см («Магеллан»). «Магеллан» провів картування з кращою детальністю, ніж «Венери» (біля 120 м проти 1–2 км), але він відзняв північну область планети не повністю, пропустивши, серед іншого, третину рівнини Лоухі.
Крім того, ці три супутники робили альтиметричні дослідження. Розділення по горизонталі при цьому було гіршим. У випадку «Магеллана» воно становило 10–30 км (а вертикальне розділення — 80–100 м).

## Розташування
Центр рівнини Лоухі розташований за координатами 80°30′ пн. ш. 120°30′ сх. д. / 80.5° пн. ш. 120.5° сх. д. На сході вона обмежена грядами Денниці (лат. Dennitsa Dorsa), а на заході — лініями Сел-ані (Szél-anya Lineae). Ці системи гряд і ліній тягнуться приблизно уздовж меридіанів (200° і 80° сх.д. відповідно) до полюса, де змикаються одна з одною. Вони відокремлюють рівнину Лоухі від рівнини Снігуроньки — іншої частині навколополярної низовини. Таким чином, північний полюс Венери розташований на межі цих двох рівнин, причому рівнина Лоухі займає приблизно 120-градусний сектор, а рівнина Снігуроньки — удвічі більший.
На півдні рівнина Лоухі доходить приблизно до 75° пн.ш. З південного заходу її обмежує край просторої височини — області Тефії (Tethus Regio), а з південного сходу — менша височина, що відділяє її від рівнини Аталанти (Atalanta Planitia).

## Рельєф

### Загальний опис
Рельєф рівнини Лоухі досить рівний, але на ній є структури і тектонічного, і вулканічного, і ударного походження. За ними можна зробити деякі висновки щодо її геологічної історії, в якій чергувалися епізоди стиснення та розтягування кори, а також відбувалися виверження вулканів та удари астероїдів.
За накладаннями та перетинами різних деталей рельєфу північної полярної області Венери встановлено, що найстаріші з них — тессери, пояси хребтів та рівнини, перетяті численними лініями. Після них з'явилися дрібні щитові вулкани, які залили свої околиці лавою. Ще пізніше — від 1 до 0,5 млрд років тому — виникли великі щитові вулкани, які призвели до більш масштабного оновлення поверхні (появи великих лавових рівнин). У цей же час утворилися одні з наймолодших деталей рельєфу — пояси тріщин (можливо, внаслідок розтягування поверхні при піднятті магми). Інші молоді об'єкти — це невеликі (20–50 км у діаметрі) височини, лопатеподібні рівнинні ділянки, що оточують більші височини та, ймовірно, корони.
Явних ознак дії вітру на рівнині Лоухі не виявлено, хоча не виключено, що його впливом пояснюється особливість багатьох невеликих хребтів на півдні рівнини: наявність матеріалу, що добре відбиває радіохвилі, лише з одного їх боку.

### Тектонічні структури
Структури, що обмежують рівнину Лоухі з заходу та сходу, — лінії Сел-ані та гряди Денниці відповідно — мають тектонічне походження. Перші — це система паралельних розломів, що утворилися, ймовірно, при розтягуванні поверхні, а другі — система паралельних хребтів, що з'явилися при її стисненні.
Крім того, посеред рівнини тягнуться гряди Юмин-Удир (лат. Yumyn-Udyr Dorsa), а на південному заході — гряди Лукелонг (Lukelong Dorsa). На західному краю рівнини Лоухі розташована 900-кілометрова тессера Оддібйорд (Oddibjord Tessera) — своєрідна перетята в кількох напрямках ділянка, що нагадує паркет.

### Вулканічні структури
Ознак вулканічної активності на цій рівнині помітно менше, ніж на сусідній рівнині Снігуроньки. Там нема великих щитових вулканів та лавових каналів, і є лише одна корона (своєрідна кільцева структура, яка утворилася, ймовірно, при піднятті магми з подальшим опусканням поверхні).
На південному сході рівнини Лоухі (вздовж гряд Денниці) розкидані численні дрібні (< 20 км у діаметрі) щитові вулкани — пагорби Мольпи (Molpe Colles). Вони займають ділянку розміром 200×600 км. Єдина корона цієї рівнини розташована на її межі (на південному кінці гряд Денниці). Це корона Масляниці (Maslenitsa Corona) — найменша з 4 корон навколополярної низовини Венери. Її діаметр — близько 200 км.

### Імпактні кратери
Точну кількість кратерів на рівнині Лоухі визначити важко через «білі плями» на картах «Магеллана» та погану детальність карт «Венер». На знімках цієї рівнини, отриманих «Магелланом» (які охоплюють 2/3 її площі та мають роздільну здатність біля 120 м) виявлено 7 кратерів, в тому числі 2 — на межі з рівниною Снігуроньки. У невідзнятій цим супутником області рівнини є ще як мінімум один великий кратер. Всі ці 8 кратерів отримали назви.
Найбільший кратер рівнини Лоухі — Кльонова (143 км у діаметрі, четвертий за розміром кратер Венери). Крім того, там лежать 32-кілометровий кратер Деледда, 31-кілометровий кратер Руднєва, 15-кілометровий кратер Тюнде, 13-кілометровий кратер Радка та 6-кілометровий кратер Євгенія. На західному краю рівнини (на лініях Сел-ані) знаходиться 38-кілометровий кратер Ландовська, а на східному (на грядах Денниці) — 22-кілометровий кратер Оділія. Кратери рівнини Лоухі, як і Венери в цілому, розподілені поверхнею випадково.
Більшість цих кратерів оточена викидами (іноді ці викиди вкриті більш пізніми нашаруваннями). Деякі з них (наприклад, Тюнде та Євгенія) утворені ударами об'єктів, які попередньо розпалися на частини. На південний схід від кратера Кльонова (за координатами 77°24′ пн. ш. 109°00′ сх. д. / 77.4° пн. ш. 109.0° сх. д.) знаходиться ще одна структура, для якої припускається ударне походження: маленька гірка, оточена розмитим радарно-яскравим кільцем. Є версія, що вона з'явилася від вибуху космічного тіла ще до зіткнення з поверхнею.